# Гігант (зоря)
Гігант (в астрономії) — зоря невеликої чи середньої маси (<10M☉) з гарячим компактним ядром та протяжною оболонкою. Здебільшого, температури поверхневих шарів гігантів порівняно низькі (<15 000К), але завдяки великому радіусу поверхня випромінювання такої зорі значно більша, ніж у зір головної послідовності. Це забезпечує набагато вищу світність гігантів, що сягає 103—105 L☉. Загалом, гіганти належать до III-го та II-го (яскраві гіганти) класу світності й на діаграмі Герцшпрунга—Рассела розташовані вище головної послідовності.

## Еволюційний статус гігантів
У процесі своєї еволюції зоря перебуває в області гігантів двічі[джерело?].

### Еволюція до головної послідовності
Першого разу це відбувається на стадії гравітаційного стиснення протозорі, коли в її ядрі ще не почалися термоядерні реакції водневого циклу. Час перебування зір із масою близько 0,5M☉ на стадії червоного гіганта під час їх ранньої еволюції становить приблизно 108 років, у той час як для масивніших молодих зір з масами дещо меншими 10M☉ ця стадія може тривати всього кілька тисяч років.

### Еволюція після головної послідовності

Діаграма Герцшпрунга-Рассела показує класифікацію зір відносно їхньої абсолютної зоряної величини, світності та температури поверхневих шарів.

Наступного разу зоря потрапляє до області гігантів після майже повного «спалювання» водню в її ядрі.
Зоря з масою меншою за 0,2 M☉ ніколи не досягне стадії гіганта,  оскільки її внутрішні шари зазнають перемішування внаслідок конвекції. В результаті продукти горіння водню (здебільшого гелій) перемішуються з повністю іонізованими атомами водню (протонами) й термоядерні реакції не припиняються, маючи постійне постачання сировини (водню) для горіння. Таким чином вона може спалювати водень в своїх надрах протягом 1013 років, що перевищує  вік Всесвіту. Згодом така зоря розвине умови для переносу енергії випромінюванням в її ядрі, а водень буде продовжувати горіти в оболонці, у тонкому шарі навколо ядра зорі. Після того як запаси водню зорі буде вичерпано повністю вона перетвориться на гелієвий білий карлик.
У масивніших зір (M*>0.5M☉) після спалювання водню гелієве ядро почне стикатися. Енергія гравітаційного стиснення збільшує температуру ядра, а зменшення його розмірів спричиняє зростання його густини та тиску. У той же час у тонкому шарі навколо гелієвого ядра швидкість реакцій горіння водню зростає (внаслідок збільшення температури та густини) й відповідно зростає енерговиділення. Оболонка зорі починає розширюватися під потужним тиском випромінювання й поступово стає конвективною. Відповідно, зоря зростає у розмірах майже не змінюючи своєї світності, тому її зовнішні шари будуть охолоджуватись (стадія субгіганта). Із часом потік енергії від горіння водню в оболонці досягне поверхні зорі та її світність почне зростати. Ефективна температура зорі залишається майже незмінною, а радіус зростає, й зоря виходить на стадію гіганта, § 5.9.. Однак гелієве ядро зорі продовжує стискатися й згодом там виникнуть умови для термоядерного горіння гелію.
У зір головної послідовності з масою 0,25 M☉<M*<0.5 M☉ в процесі її подальшої еволюції умови запалювання гелію в ядрі не виникають. Тому вона вийде на стадію гіганта за рахунок інтенсивного виділення енергії внаслідок термоядерних реакцій горіння водню в оболонці навколо гелієвого ядра. Перебуваючи на стадії гіганта така зоря втратить значну частину своєї маси через видування в навколишній простір її зовнішніх шарів. Після чого її ядро оголиться й зовнішній спостерігач бачитиме гелієвий білий карлик, § 4.1, 6.1..

## Структура

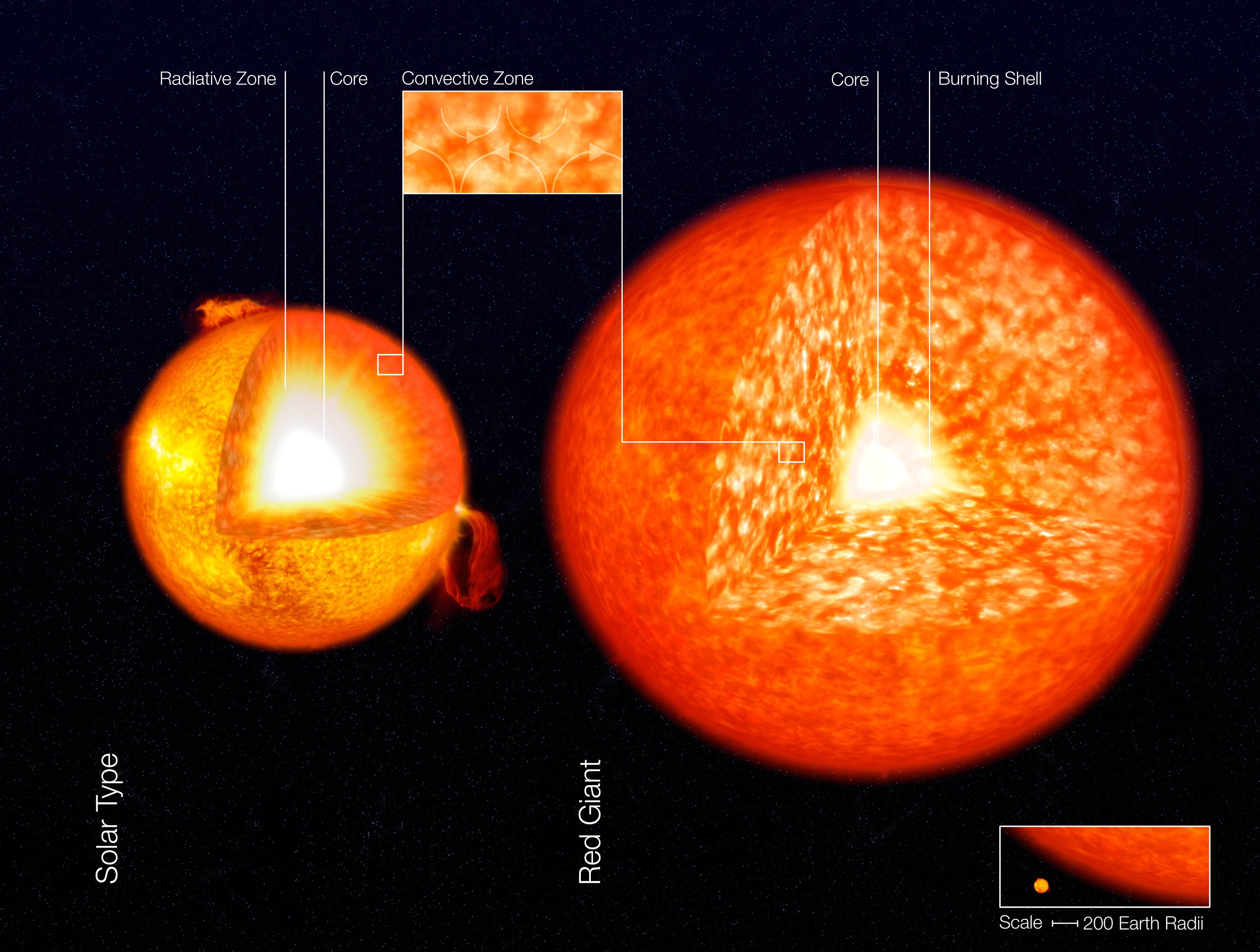
Внутрішня структура зорі, подібної до Сонця (ліворуч), та червоного гіганта (праворуч). Зображення з ESO.

### Втрата маси
Деякі гіганти показують ознаки втрати маси зі швидкістю, яка може сягати 10-6 M☉ на рік. Причиною цього явища може бути тиск випромінювання (зоряний вітер), пульсації зорі або ударні хвилі в її короні.
Якщо швидкість втрати маси гігантом є досить великою, то пилинки, що викидаються з його поверхні у міжзоряний простір, можуть повністю екранувати випромінювання від зорі у видимому діапазоні. Тому такі об'єкти можна спостерігати лише в інфрачервоному діапазоні.

## Спектральна класифікація гігантів
Класифікація гігантів, як і інших зір, здійснюється на основі аналізу їх спектрів. Маючи спектр певної зорі, який за своєю сутністю подає розподіл потоку випромінювання за довжиною хвилі, можна скористатися законом Віна для приблизної оцінки ефективної температури поверхневих шарів цієї зорі.
Залежно від температури виділяють[джерело?]:
- блакитні гіганти з Teff в межах від 15 000°К до 11 000°К, до яких належать зорі спектрального класу B;
- білі гіганти з Teff в межах від 7500°К до 6100°К[1], до яких належать зорі спектрального класу F та частково A;
- жовті гіганти з Teff в межах від 6000°К до 5400°К[1], до яких належать зорі спектрального класу G;
- червоні гіганти з Teff в межах від 5300°К до 3800°К,[1] куди належать зорі спектрального класу K (які ще називають помаранчевими гігантами) та M.

### Приклади гігантів
- Гіганти класу O: Лямбда Оріона
- Гіганти класу B: Альціона, 20 Тельця, Дзета Оріона
- Гіганти класу A: HD110066
- Гіганти класу F: HD115604, HD110951
- Гіганти класу G: Капелла, Омікрон Дракона, HD 175306
- Гіганти класу К: Альдебаран, Дубге А, Поллукс.
- Гіганти класу M: Бета Пегаса

## Спостережувана змінність
- Міриди
- Цефеїди
- Змінні типу RR Ліри

## Підкласи гігантів
- Асимптотичне відгалуження гігантів